# بينون (مدينة)
بينون هي مدينة أثرية قديمة تقع في عزلة ثوبان من ناحية الحداء بمحافظة ذمار، وهي تقع في شرقي بلاد عنس مقابلة لكراع حرة كومان. وتبعد عن مدينة ذمار بنحو أربعة وخمسين كيلو مترا عبر طريق فرعي من طريق ذمار. ويحل الموقع الأثري اليوم مسند إلى جبل منفرج في وسطه تسيل مياهه إلى وادي نمارة في أسفل الجبل. وعلى أبرز قمم هذا الجبل تقع كل من قريتي النصلة والداخلة وتطلان إلى الشرق على وادي الجلاهم، وإلى الغرب على وادي نمارة.
ولقد ذكر الطبري حصن بينون باليمن في كتابه تاريخ الأمم والملوك ولقد تم بناء هذا الحصن في عهد النبي سليمان عليه السلام. وذكر الحموي أن ارياط الحبشي المتغلب على اليمن من قبل النجاشي قد دمرها.
كانت بينون من المدن الحميرية المشهورة مثل ظفار وغيمان. وأهم آثار بينون هي بقايا شهران، وتدل تلك الآثار الواقعة في الداخلة على حصن منيع يحيط به أكثر من سور واحد. وقد شيدت جدران القصر بحجارة ضخمة جيدة ومتعددة الألوان.
أما الأثر الثاني فيمثل نحتا في كل من جبل النقوب وبينون لتحويل السيول. وتأتي المياه من وراء جبل النقوب عبر النفق إلى وادي الجلاهم لتجري إلى النفق الآخر عبر جبل بينون باتجاه وادي نمارة، وحالما تغادر النفق تجتمع في سد يقع في أعلى وادي نمارة الذي تمتد أراضيه الخصبة مساحات شاسعة.

## النفق
ونفق جبل بينون مسدود بسبب انهيار مداخله، أما نفق النقوب فما زال على أوثق حال، ويبلغ طوله مائة وخمسين مترا، وعرضه زهاء ثلاثة أمتار، وارتفاعه أربعة أمتار ونصف المتر تقريبا. وفي داخل النفق فتحات جانبية يعتقد أنها وجدت لتثبت فيها ألواح، أو أحجار لتنظيم تدفق السيول، وتخفيف اندفاع المياه قبل أن تخرج من النفق إلى ساقية الوادي. وفي أعلى مداخل هذا النفق حفر نقش بخط المسند يسجل بأن النفق قد شق ليسقي وادي نمارة. وفي مدخل النفق يشاهد المرء نقشين أحدهما منطمس، ولا يكاد تبين حروفه، أما الثاني فيمكن قراءة معظمه، ويدل محتواه على أنه دون نذرا من أحدهم واسمه الحيعث ابن زعيم إلى معبوده عثتر بمناسبة افتتاح النفق.

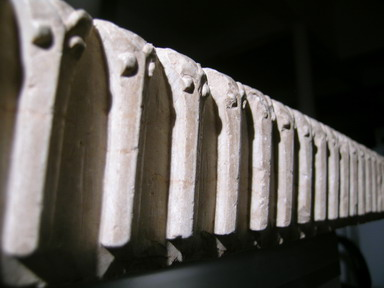
صورة للآثار بِبينون

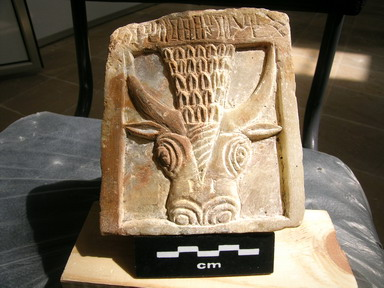
قِطعة أَثرية من مُتحف بينون

## النقوش
من أهم النقوش التي عثر عليها في بينون حديثا نقشا مكسورا دون بمناسبة تشييد أحد المباني. وقد جاء في هذا النقش اسم مدينة بينون واسم الملك الحميري المعاصر وهو (شمر يهرعش ملك سبأ وذي ريدان وحضرموت ويمنت)، كما جاء في النقش نفسه ذكر سنة البناء بالتقويم الحميري المعروف، وهي 420، وقد تكون أكثر من عشرين وأقل من ثلاثين بسبب التلف الذي أصاب الرقم، وتوافق هذه السنة بالتقويم الميلادي نحو 305 م، ويستفاد من نقوش أخرى أن هذا التاريخ يقع في آخر فترة حكم هذا الملك الحميري المشهور .
وإذا كانت بينون لم تكشف آثارها كاملة حتى الآن، إلا أن ما ظهر منها يدل على أنها ربما كانت قد قامت قبل الميلاد بقرون، وأن ازدهارها كان لقرون عدة بعد الميلاد، ويرجع الدارسون أن نهاية المدينة كانت قرابة عام 525 م عندما دخل الأحباش إلى اليمن وأنهوا دولة حمير، وكان مما فعلوه هو تخريب أو إحراق عدد من المدن الحميرية، وكان من بينها مدينة بينون.

## أهميتها
تعتبر مدينة بينون مدينة أثرية بل وتعتبر من أقدم المدن الأثرية في العالم ،  بل ويعتبر أن مدينة بينون إلى الآن يوجد بها من الكنوز التي هي من العصور الحميرية القديمة وتنتضر الدولة اليمنية في استكشافها وبالرغم من الإمكانيات المتواضعة لليمن فإن بعض الشركات الأجنبية أبلغت السلطات اليمنية بالرغبة في استكشاف المنطقة ، كما يوجد مُتحف باسم المدينة وهو مُتحف بينون .